# Chelsea Valois
Pour les articles homonymes, voir Valois.
Chelsea Valois est une bobeuse canadienne, née le 11 octobre 1987 à Carrot River.

## Biographie
Elle débute au niveau international en 2012. Elle remporte six courses de Coupe du monde l'hiver 2012-2013.
Elle est championne du monde du bob à deux en 2013 avec la pilote Kaillie Humphries. Elle gagne cette même année une médaille de bronze par équipes mixtes.
Elle court les Jeux olympiques d'hiver de 2014 et se classe treizième.

## Palmarès

### Championnats monde
- : médaillé d'or en bob à 2 aux championnats monde de 2013.
- : médaillé de bronze en équipe mixte aux championnats monde de 2013.

### Coupe du monde
- 9 podiums  : 
  - en bob à 2 : 6 victoires, 1 deuxième place et 2 troisièmes places.
- 1 podium en équipe mixte : 1 victoire.

#### Détails des victoires en Coupe du monde
| Édition   | Bob à 2                                                       |
| 2012-2013 | Lake Placid Park City Whistler Winterberg La Plagne Königssee |